# Бакин, Михаил Алексеевич
Михаил Алексеевич Бакин (род. 19 мая 1971) — украинский и российский самбист, бронзовый призёр чемпионата Европы 2000 года, чемпион (1998), серебряный (1999) и бронзовый (1997, 2000) призёр чемпионатов мира, Заслуженный мастер спорта Украины. Участвовал в чемпионатах Европы 1998 и 2001 годов, на которых занял пятое место. Выступал в легчайшей весовой категории (до 57 кг). В Керчи проводится ежегодный юношеский турнир по самбо на призы Бакина.

## Спортивные результаты
- Чемпионат России по боевому самбо 2004 — ;